# Шугаринг
Шу́гаринг (от англ. sugar — сахар; также эпиляция сахаром, карамельная эпиляция, персидская эпиляция) — способ эпиляции с использованием густой сахарной пасты. Пасту распределяют по обрабатываемому участку кожи и удаляют вместе с волосками.

## История
Сахарная эпиляция — одна из древних косметологических процедур, родиной шугаринга считается Древний Египет .
В Древней Персии шугаринг был достаточно популярен, так как иметь на теле волосы считалось неприличным. Поэтому одно из названий процедуры — персидская эпиляция.
В современном мире эпиляция стала достаточно популярной процедурой с 1983 года.

## Особенности метода

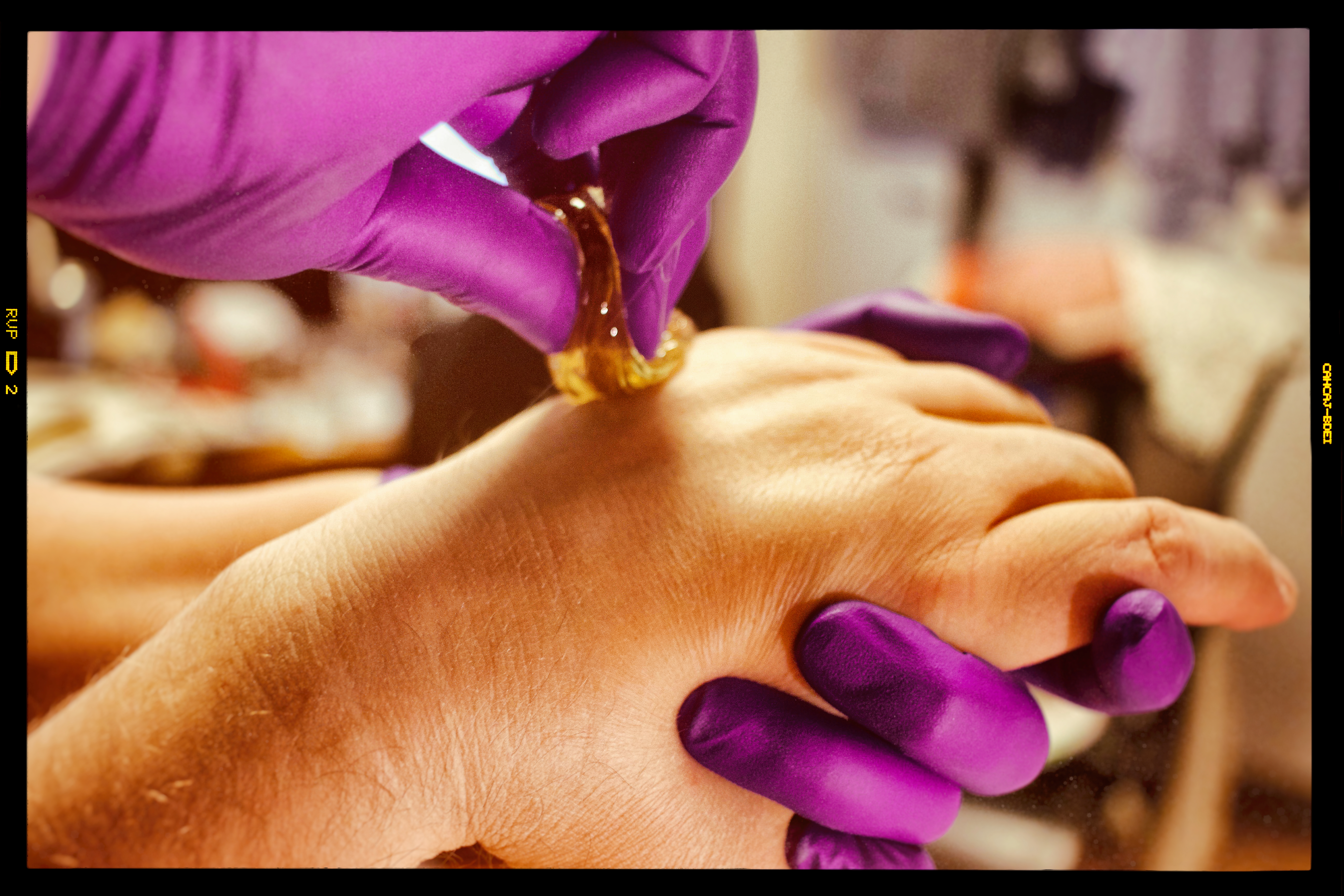

Шугаринг имеет ряд особенностей среди методов удаления волос:
- гипоаллергенность — благодаря натуральному составу риск аллергических реакций сведён к минимуму;
- безопасность — поскольку температура пасты составляет 36—38 градусов по Цельсию, получить ожог или травмировать кожу при эпиляции невозможно;
- дополнительный уход за кожей — по сути процедура шугаринга помимо удаления волос является ещё и механическим пилингом, так как к сахарной пасте прилипают ороговевшие клетки эпидермиса и отшелушиваются в процессе эпиляции;
- эффективность — при удалении волос шугарингом происходит механическое травмирование фолликула, поэтому уже после первой процедуры волосы начинают терять пигмент, становятся мягче, реже и тоньше;
- шугаринг можно проводить самостоятельно.

Кусочек пасты разминают пальцами до нужной консистенции и раскатывают на натянутом участке кожи, предварительно обработанном тальком, затем резким движением срывают. Важной особенностью шугаринга является то, что паста наносится только против роста волос, а срывается — по росту, в отличие от восковой эпиляции, что способно минимизировать последующее врастание волос.

## Отличия шугаринга от эпиляции воском
Первое отличие — в температуре нагревания. Температура воска + 40 °С, а сахар нагревают до 37 °С. Незначительная разница в 3 градуса дает возможность применять шугаринг даже при варикозной болезни.
Снятие смеси. Воск обычно удаляют против роста волос, сахар — по направлению роста волос.
Так, шугаринг считается менее болезненной процедурой, тем не менее, начальная процедура всё равно может потребовать предварительного обезболивания таблеткой или мазью.
Общая черта этих видов эпиляций — отсутствие врастающих волос, которые могут появиться после бритья.

## Приготовление пасты

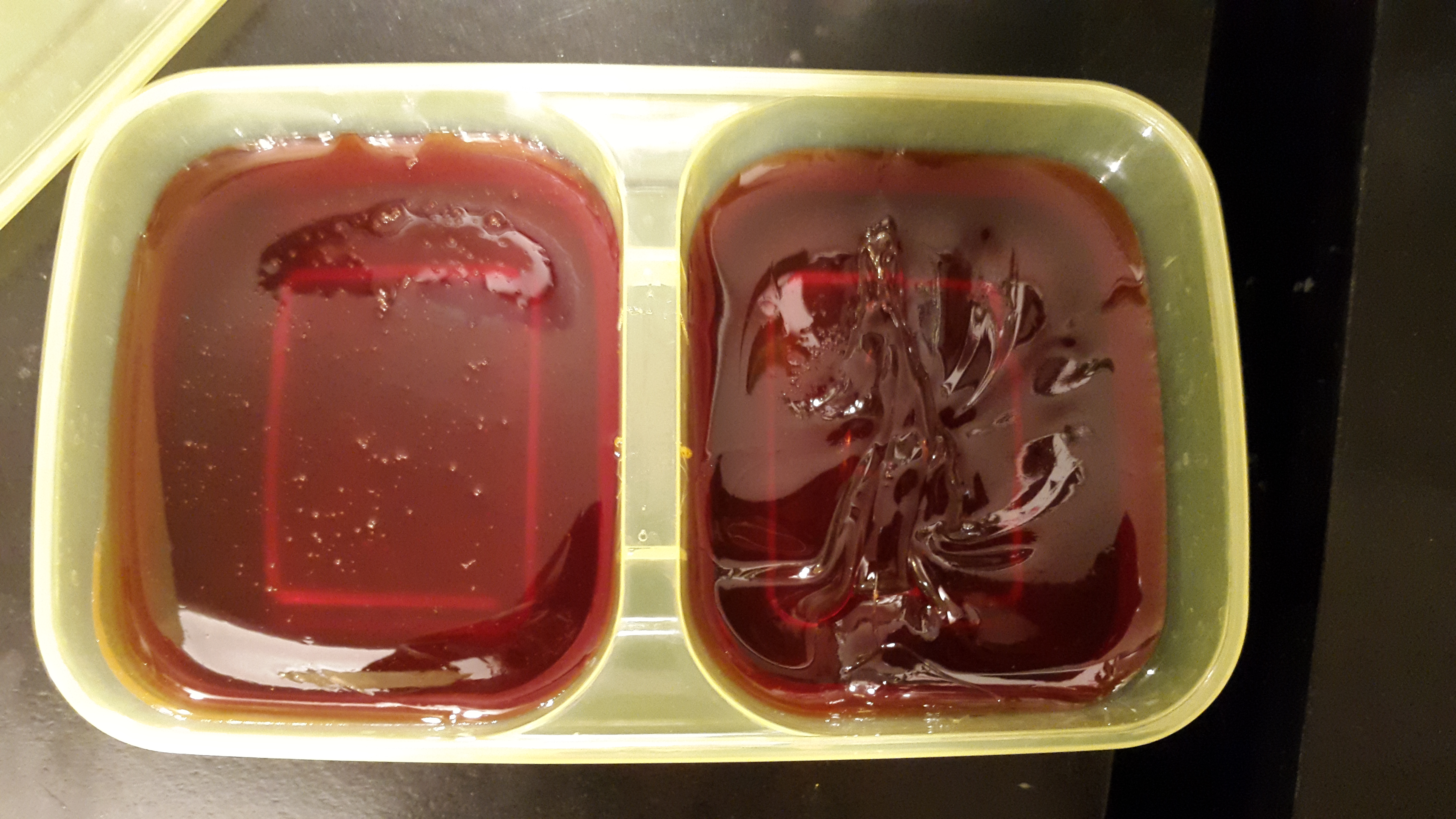
Приготовленная паста

Паста для шугаринга представляет собой тягучую карамель. Цвет зависит от пропорции взятых ингредиентов и может варьироваться от светло-янтарного до цвета чёрного чая. Важное значение имеет её консистенция: паста должна быть достаточно пластичной, чтобы была возможность нанесения её на кожу, но и не слишком вязкой, чтобы не прилипать к рукам и легко удаляться с обрабатываемого участка при отрывании. Существуют различные плотности сахарных паст, благодаря чему мастер может подобрать материал для разных по жесткости волос и горячих или холодных зон.
Для варки пасты требуется сахар с добавлением воды и лимонной кислоты (или лимонного сока) в определённой пропорции, которая зависит от количества взятого сахара и условий приготовления. Пасту варят на медленном огне, проверяя её готовность, затем оставляют остывать до комфортной для кожи температуры.
Приготовление пасты в домашних условиях требует времени и определённой сноровки, поэтому на сегодняшний день на рынке существуют готовые пасты для шугаринга.

## Подготовка к процедуре и противопоказания
Чтобы процедура шугаринга принесла наилучший результат, необходимо правильно готовиться к ней. Это включает в себя:
- Не пользоваться отшелушивающими скрабами за день до процедуры
- Лучше не загорать и не тренироваться до процедуры
- Не пользоваться кремами или лосьонами перед процедурой
- Не рекомендуется проводить процедуру:
  1. Если принимаются антибиотики.
  2. Есть подозрение, что у клиента в настоящий момент может быть вирус.
  3. Во время месячных, так как может быть повышенная чувствительность.
  4. Если у вас заболевания или нарушения кожного покрова.
- Регулярно очищать кожу (но не перед сеансами)
- Перед первой процедурой шугаринга прекратить бритье или использовать любые другие методы удаления волос за 7 — 10 дней до процедуры.

### Противопоказания
Шугаринг нельзя проводить при любом из перечисленных условий:
- Кожные заболевания[4]
- Нарушение целостности кожного покрова (повреждения кожи)[4]
- Сахарный диабет[4]
- Эпилепсия
- Сильный загар
- Сердечно-сосудистые заболевания.

Группа риска при проведении шугаринга — беременные.